# Rønnebæk Sogn
Rønnebæk Sogn 
ist eine Kirchspielsgemeinde (dän.: Sogn)
auf der Insel Sjælland im südlichen Dänemark.
Bis 1970 gehörte sie zur Harde Hammer Herred im damaligen Præstø Amt, danach zur Næstved Kommune im Storstrøms Amt, die im Zuge der  Kommunalreform zum 1. Januar 2007 in der „neuen“ Næstved Kommune in der Region Sjælland aufgegangen ist.
Im Kirchspiel leben 2451 Einwohner, davon 547 im Kirchdorf (Stand: 1. Januar 2023).
Im Kirchspiel liegt die Kirche „Rønnebæk Kirke“.
Nachbargemeinden sind im Nordosten Holme Olstrup Sogn, im Osten Næstelsø Sogn und Mogenstrup Sogn, im Südosten Vester Egesborg Sogn, im Südwesten Vejlø Sogn, im Westen Sankt Mortens Sogn, Sankt Jørgens Sogn und Sankt Peders Sogn und im Nordwesten Holsted Sogn.